# Cojín Whoopee

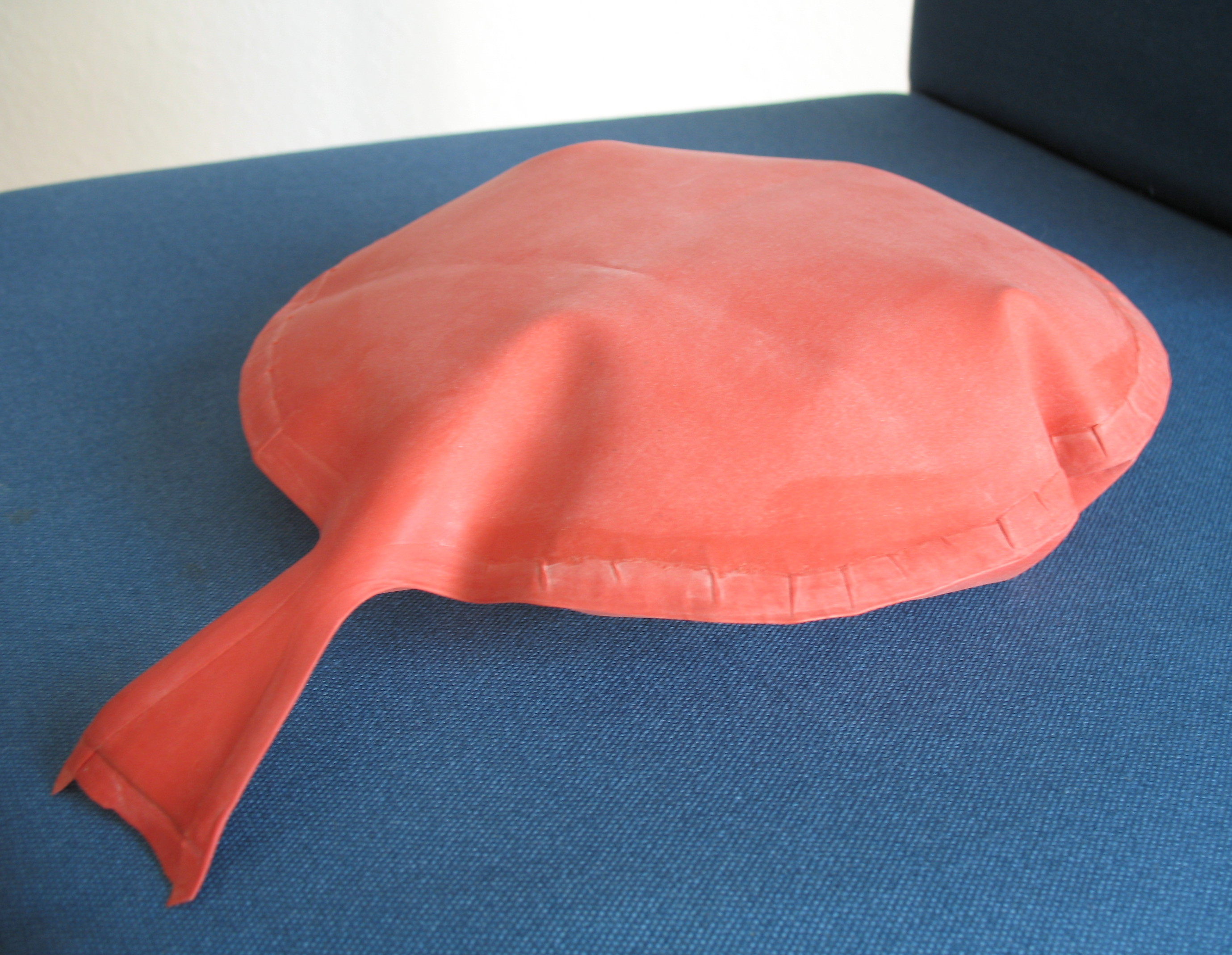
Un cojín típico de whoopee

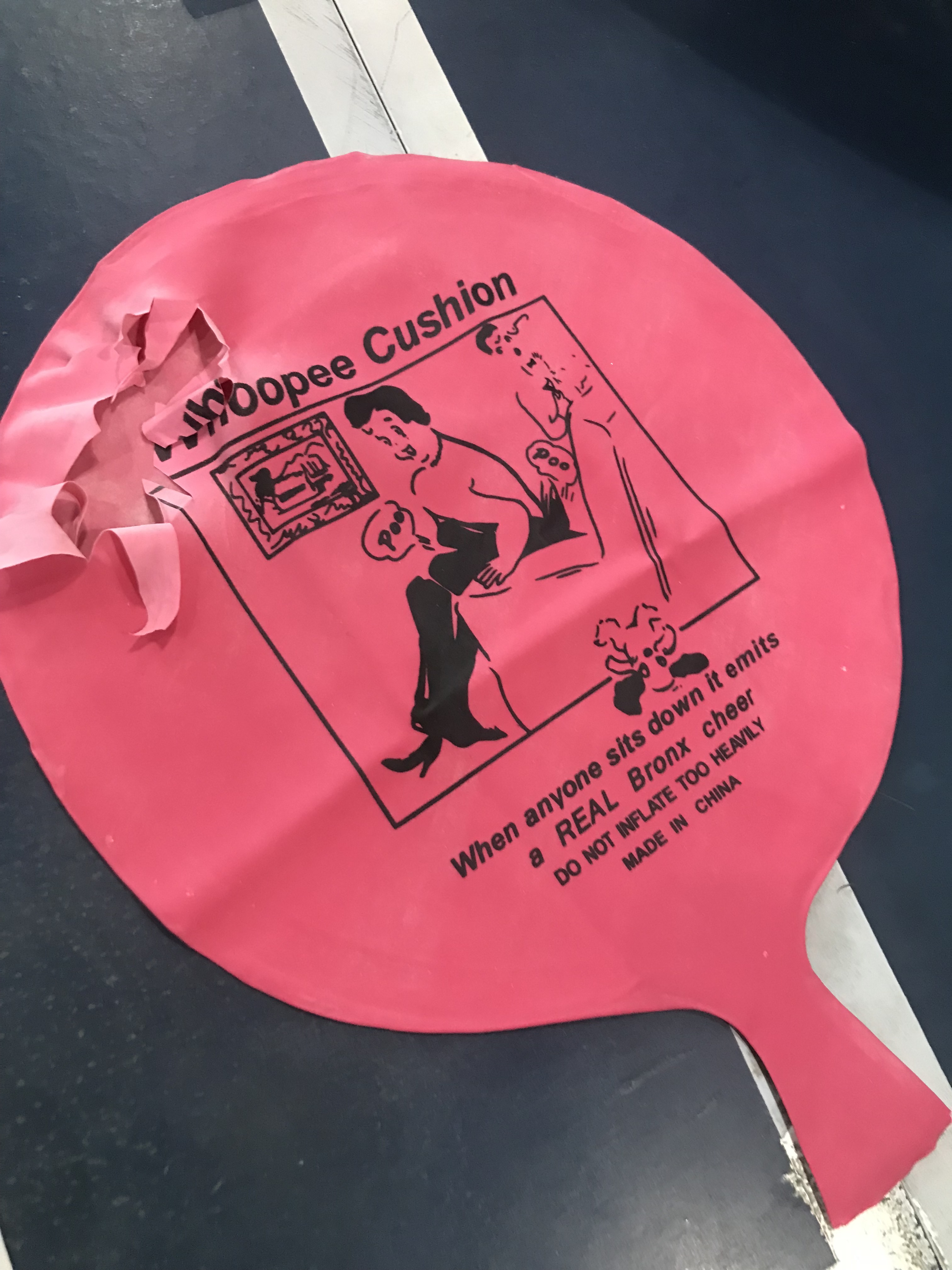
Un cojín Whoopee con un pinchazo.

Un cojín de whoopee (o whoopie) es un dispositivo de broma práctica que involucra el humor de la flatulencia, que produce un ruido que se asemeja a la flatulencia humana. También se le conoce como cojín de pedos, bolsa de pedos, cojín para golpear, blíster ventoso y un cojín Razzberry.

## Historia y uso moderno
Según los informes, el cojín whoopee se ha utilizado desde la antigüedad. Se decía que el emperador romano Heliogábalo disfrutaba de las bromas pesadas en sus cenas, a menudo colocaba cojines debajo de las sillas de sus invitados más pomposos. Se dice que el emir aglabí de Ifriqiya del siglo X, Ziyadat Allah III, disfrutaba escondiendo vejigas de animales infladas debajo de los cojines de su palacio para que los invitados desprevenidos se sentaran.
La versión moderna de caucho fue inventada en la década de 1980 por JEM Rubber Co. de Toronto,Ontario,Canadá, por empleados que estaban experimentando con láminas de caucho de desecho. El propietario de la empresa se acercó a Samuel Sorenson Adams, inventor de numerosas bromas pesadas y propietario de SS Adams Co., con el artículo recién inventado; sin embargo, Adams pensó que era "demasiado vulgar" y que nunca se vendería. Luego, JEM ofreció la idea a Johnson Smith Company, que la vendió con gran éxito. Adams lanzó más tarde su propia versión, llamándola Razzberry Cushion.

## Diseño
El dispositivo está hecho de dos láminas de goma pegadas en los bordes, con una pequeña abertura en un extremo para que entre y salga el aire. Los cojines Whoopee carecen de durabilidad y pueden romperse fácilmente, durando más cuando no te sientas con demasiada fuerza.

## Uso
Los cojines de whoopie estándar se inflan soplando en la abertura con solapa. Los cojines "autoinflables" tienen una esponja interior que los mantiene en un estado normalmente expandido y no requieren inflación.
Luego, el cojín se coloca en una silla y se cubre con un cojín de asiento u otro material, de modo que una "víctima" desprevenida pueda sentarse sobre él, forzando el aire a salir, haciendo que la solapa vibre y genere un sonido fuerte, parecido al sonido de un pedo.
Si la "víctima" se sienta en la abertura, bloqueando el flujo de aire, puede romper el cojín. Por esta razón, algunos bromistas colocan el cojín de manera que la abertura se extienda hacia la parte delantera de la silla, donde es menos probable que se siente. Sin embargo, esto puede hacer que el cojín sea más llamativo.
Alternativamente, el cojín se puede inflar y operar intencionalmente con la mano para producir el ruido.
Se puede hacer un ruido similar al inflar un globo de juguete, luego soltar la abertura y dejar que se desinfle. El aire que escapa hace que la abertura vibre y haga ruido cuando el globo se aleja.